# Архаровы
Архаровы — древний дворянский род Российской империи, владевший подмосковной усадьбой Иславское.

## Происхождение и история рода
Предки их выехали в Москву с Литовскими князьями Патрикеевыми (1408), у которых служили. По духовному завещанию князя Ивана Юрьевича Патрикеева (около 1498) Андрей, Иван и Семён Кузьмины дети Архарова перешли служить к его сыну князю Ивану Ивановичу Патрикееву. Затем Архаровы перешли на службу московского великого князя. Каширский сын боярский Караул Рудинович владел поместьями в Каширском уезде (1556), сын его Гавриил-Салтык владел поместьями (1578) и их потомство внесено в дворянскую родословную книгу Московской губернии.
В конце XIX — начале XX века на страницах Энциклопедического словаря Брокгауза и Ефрона эта фамилия описывалась следующими словами: «В родословной книге, изданной Новиковым, сказано только, что „Архаровы выехали из Литвы“. Неизвестно, кто был родоначальником этой фамилии. Полагают („Род. кн.“ изд. „Русск. стар.“), что „родоначальник Архаровых выехал в конце XIV или начале XV в. из Литвы в Россию, с князьями Патрикеевыми, потомками Гедимина“. А. в конце XVII в. служили в дворянах московских (Григорий Вас., Григ. Михайл., Елизарий Дементьевич и Полуехт Богданович) и в стольниках (один — Федор Григорьев). В XVIII в. бригадир Петр Архаров оставил двух сыновей: Николая и Ивана Петровичей.»

## Описание герба
Щит разделён перпендикулярно на две части, из коих в правой части, в красном поле, Золотой полумесяц, рогами обращённый к верхнему правому углу. В левой части, в серебряном поле, из Облака выходящая Рука держит Меч, остроконечием поднятый вверх (польский герб Малая Погоня).
Щит увенчан обыкновенным дворянским шлемом с дворянскою на нём короною. Намёт: красной подложенный золотом. Герб рода Архаровых внесён в Часть 3 Общего гербовника дворянских родов Всероссийской империи, стр. 60.

## Известные представители
- Архаров, Иван Петрович (1744—1815) — офицер армии Российской империи, генерал от инфантерии.
- Архарова, Екатерина Александровна (1755—1836) — кавалерственная дама, супруга Ивана Петровича Архарова.
- Архаров, Николай Петрович (1740—1814) — чиновник Российской империи, генерал от инфантерии, обер-полицмейстер Москвы.